# ジャッキー・スチュワート
サー・ジョン・ヤング・"ジャッキー"・スチュワート（Sir John Young "Jackie" Stewart, OBE, 1939年6月11日 - ）は、イギリス・スコットランド出身の元レーシングドライバー。F1にてワールドチャンピオンを3回獲得した、イギリスを代表するカーレーサーとして知られる。
1972年に大英帝国勲章、2001年にナイト爵を叙勲。1990年には「国際モータースポーツ殿堂」入りした。

## レース経歴
元々はクレー射撃の選手として、1960年ローマオリンピックのイギリス代表候補になったこともある。父親はジャガーのガレージのオーナーで、兄はジャガーのレーサーであり、自身がモーターレースの世界に入るのは自然のなりゆきだった。
1963年、ローカルレースで才能を認められクーパーのF1テストに参加すると、レギュラードライバーのブルース・マクラーレンよりも速いタイムを記録した。ケン・ティレルが率いるクーパーF3チームに加入し、1964年のイギリスF3選手権チャンピオンを獲得した。

### BRM
1965年、新人ながら当時F1のトップチームのひとつだったBRMに抜擢されると、2戦目に3位表彰台、8戦目のイタリアGPで早くも初優勝を達成した。エースのグラハム・ヒルを脅かす存在となり、同郷の先輩ジム・クラークと共にフライング・スコット（空飛ぶスコットランド人）旋風を起こした。
1966年にはモナコGPで優勝するが、チームはH型16気筒の新エンジン開発で躓く。ヒルの移籍により1967年はエースドライバーとなるが1勝も挙げられず、スチュワートもBRM離脱を決意した。

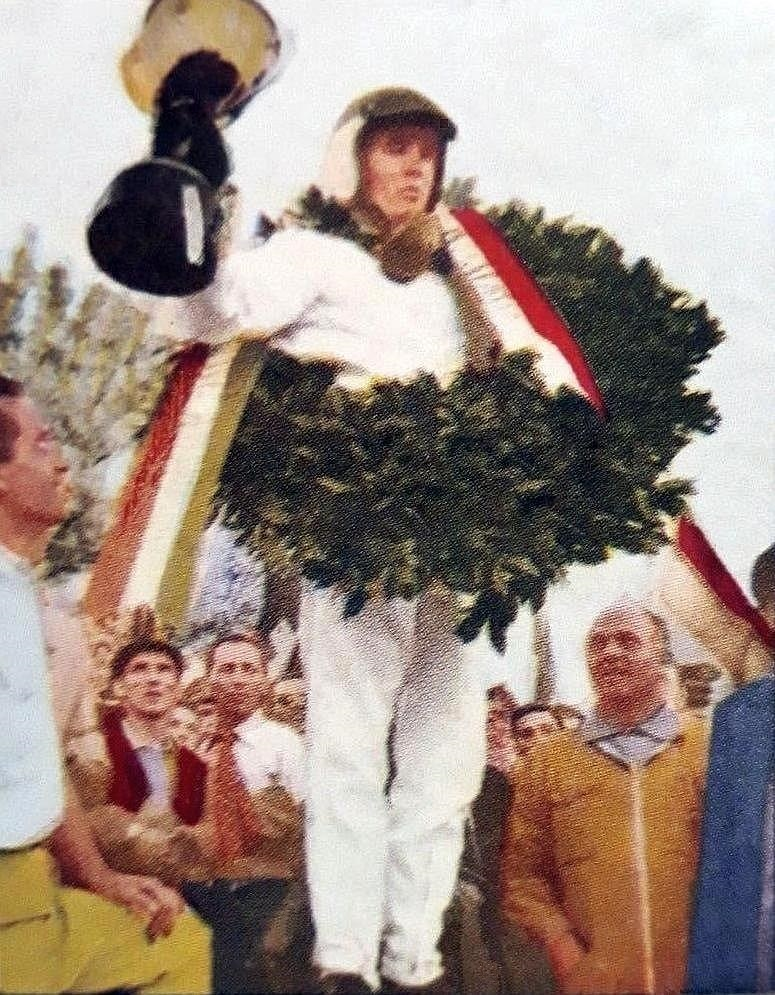
1965年イタリアGPで初優勝

### マトラ
1968年、ケン・ティレルが率いるマトラのセミワークスチーム「マトラ・インターナショナル」へ移籍し、オランダGPでフランス車のF1初勝利を記録した（ただし、自製V12エンジンのマトラワークスと異なり、フォード・コスワース・DFVエンジンを使用していた）。ドイツGPでは濃霧のニュルブルクリンクで2位以下を4分引き離す圧勝劇を演じ、卓越した技量を証明した。この年はもう1勝し、ヒルに次ぐシリーズランク2位となった。
翌1969年は勝てそうで勝てないヨッヘン・リントとは対照的に開幕から8戦6勝という驚異的な成績を残し、3戦を残して悠々と初のワールドチャンピオンを決めた。

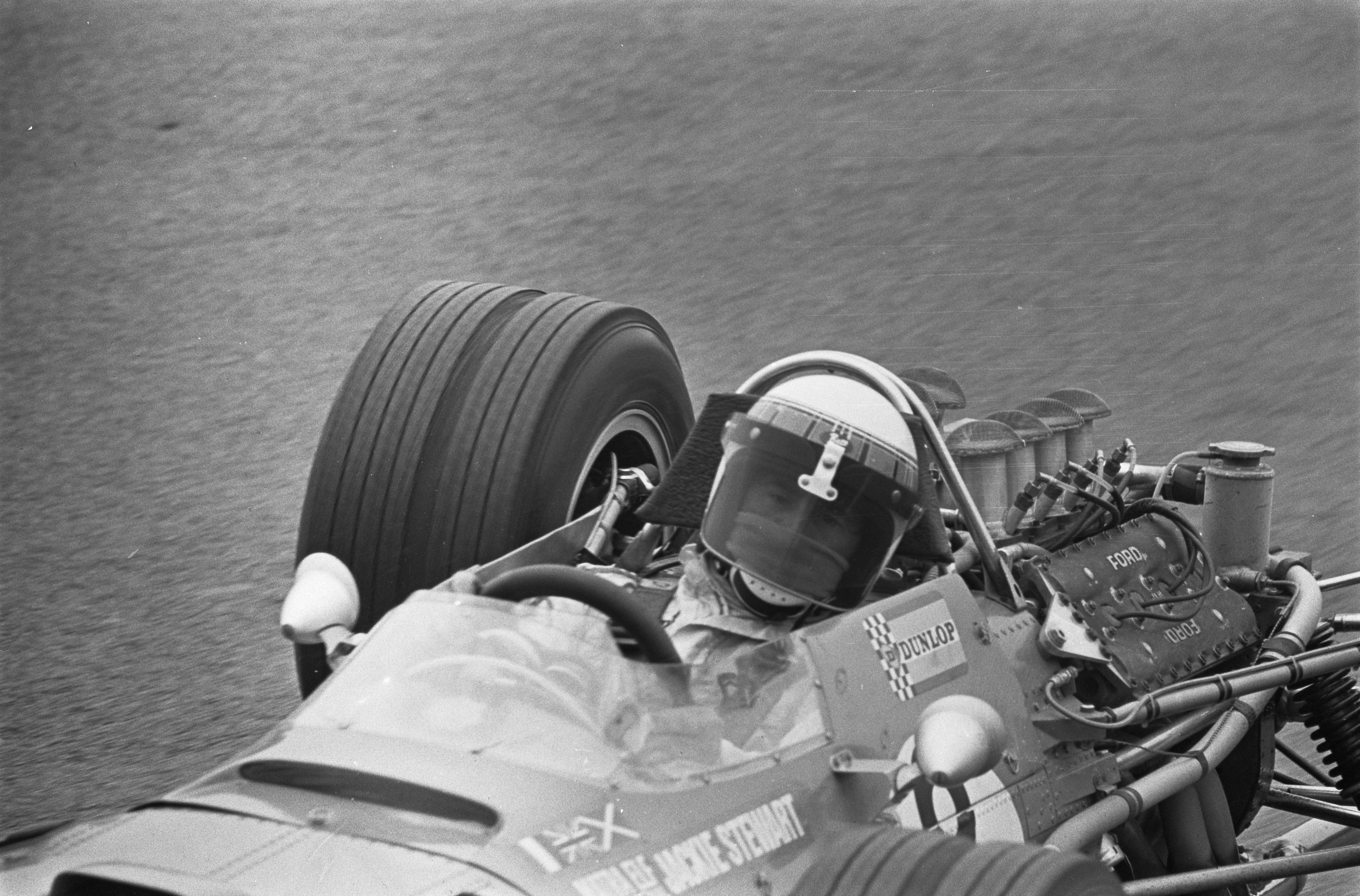
MS10で勝利したオランダGP（1968年）
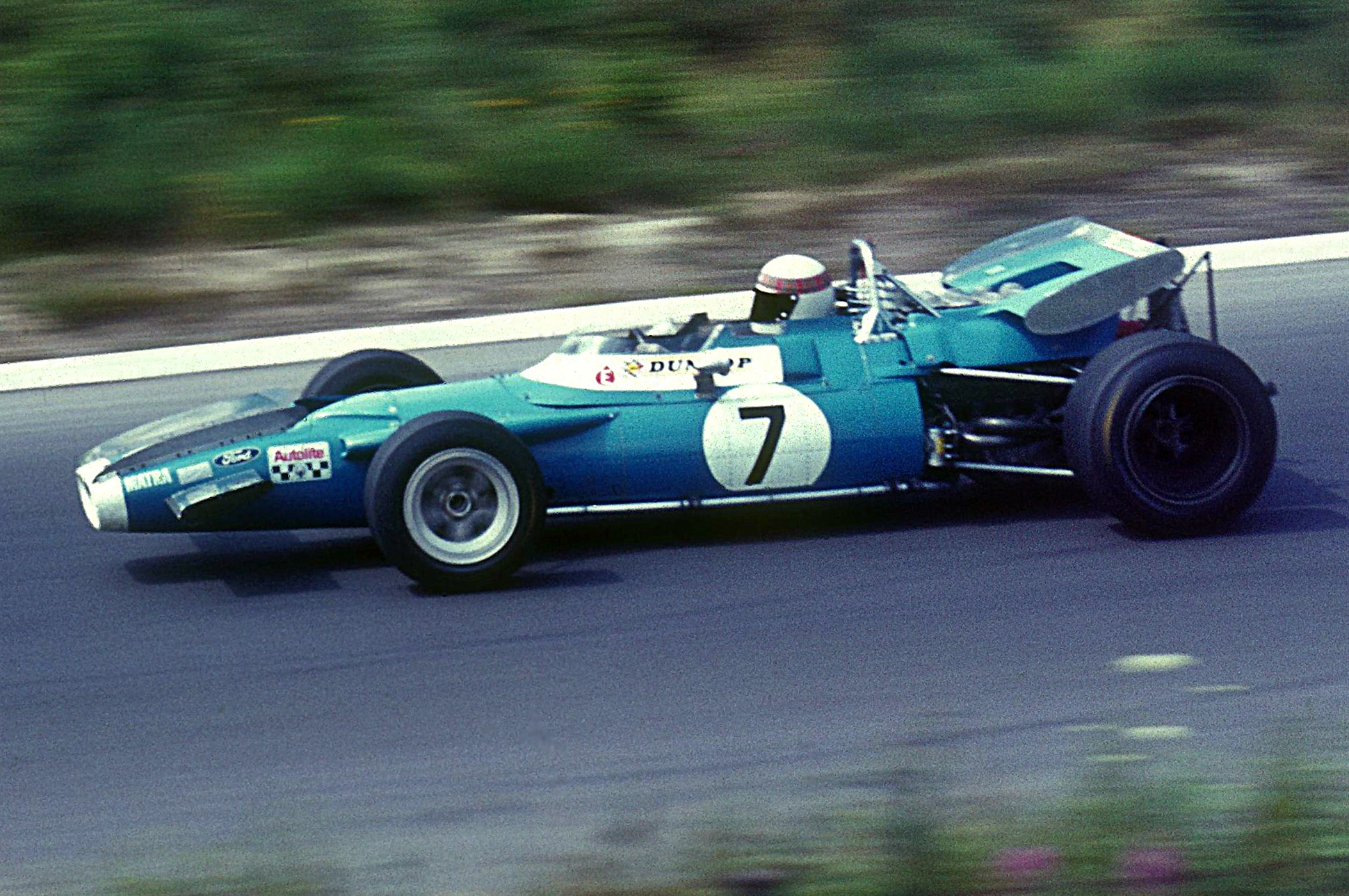
MS80を駆るジャッキー（1969年ドイツGP）
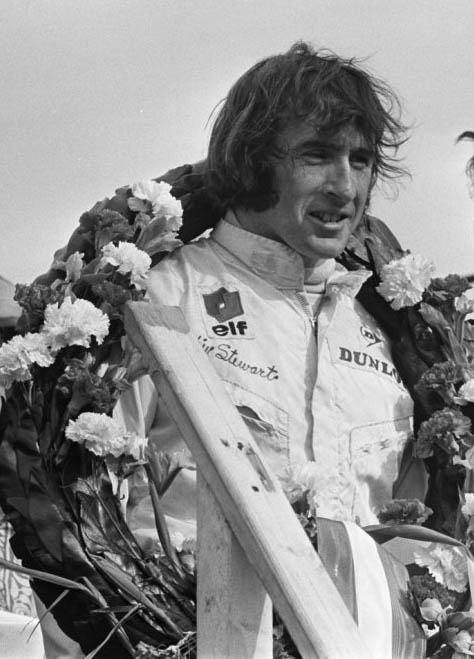
初のワールドチャンピオン（1969年）

### ティレル
1970年、マトラとフォードの契約が切れたため、ティレルはマーチシャーシで参戦した。スチュワートは2戦目に優勝し、新興コンストラクターのマーチに初勝利をプレゼントした。カナダGPよりティレルが正式にコンストラクターとして参戦すると、緒戦でいきなりポールポジションを獲得してみせた。
1971年は第2戦スペインGPでティレルの初勝利を獲得すると、11戦中6勝を挙げて2度目のチャンピオンとなった。新興チームながら、恩師ケン・ティレル、愛弟子フランソワ・セベールとのチームワークは素晴らしく機能した。
1972年はシーズン序盤にストレス性の胃潰瘍で欠場し、マシンの不調にも悩まされた。4勝したもののエマーソン・フィッティパルディに敗れた。
1973年にはフィッティパルディに雪辱し、5勝を挙げて3度目のチャンピオンとなった。当時34歳でレーサーとして円熟期を迎えていたが、先輩のジム・クラークや友人のピアス・カレッジ、ヨッヘン・リントらの事故死に心を傷めていた。後継者のセベールが順調に成長していたこともあり、タイトルを花道にシーズン後の引退を決意した。しかし、自身通算100戦目となるはずであった最終戦アメリカGPで予選中にセベールが事故死したため、決勝レースへの出走を取り止め、そのままF1を去った。
当時、3度のワールドチャンピオンはジャック・ブラバムと同率で2位（1位はファン・マヌエル・ファンジオの5回）、F1通算27勝は1987年にアラン・プロストに破られるまで、14年間F1最多勝として記録された。強烈な速さを備えていると同時に、レース全体の流れを見て無理をせずにポイントを稼ぐ頭脳もあり、後のニキ・ラウダやアラン・プロストと似た知性派のチャンピオンだった。
日本でも1966年に富士スピードウェイで開催されたインディ200マイルで優勝。また、1970年JAFグランプリにブラバムF2で参加して、生沢徹などの日本のトップドライバーに圧勝した。

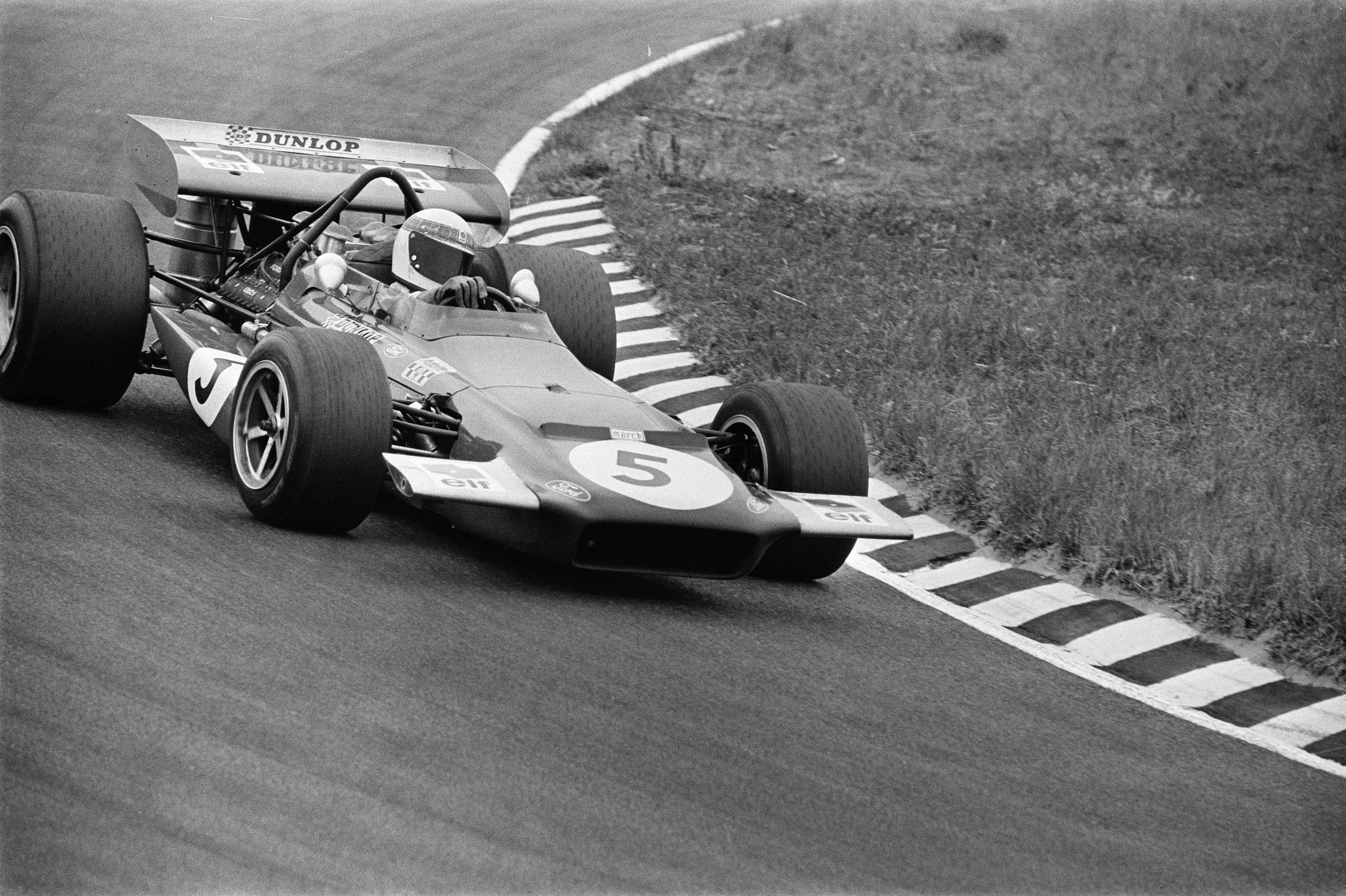
マーチ701を駆るジャッキー（1970年オランダGP）
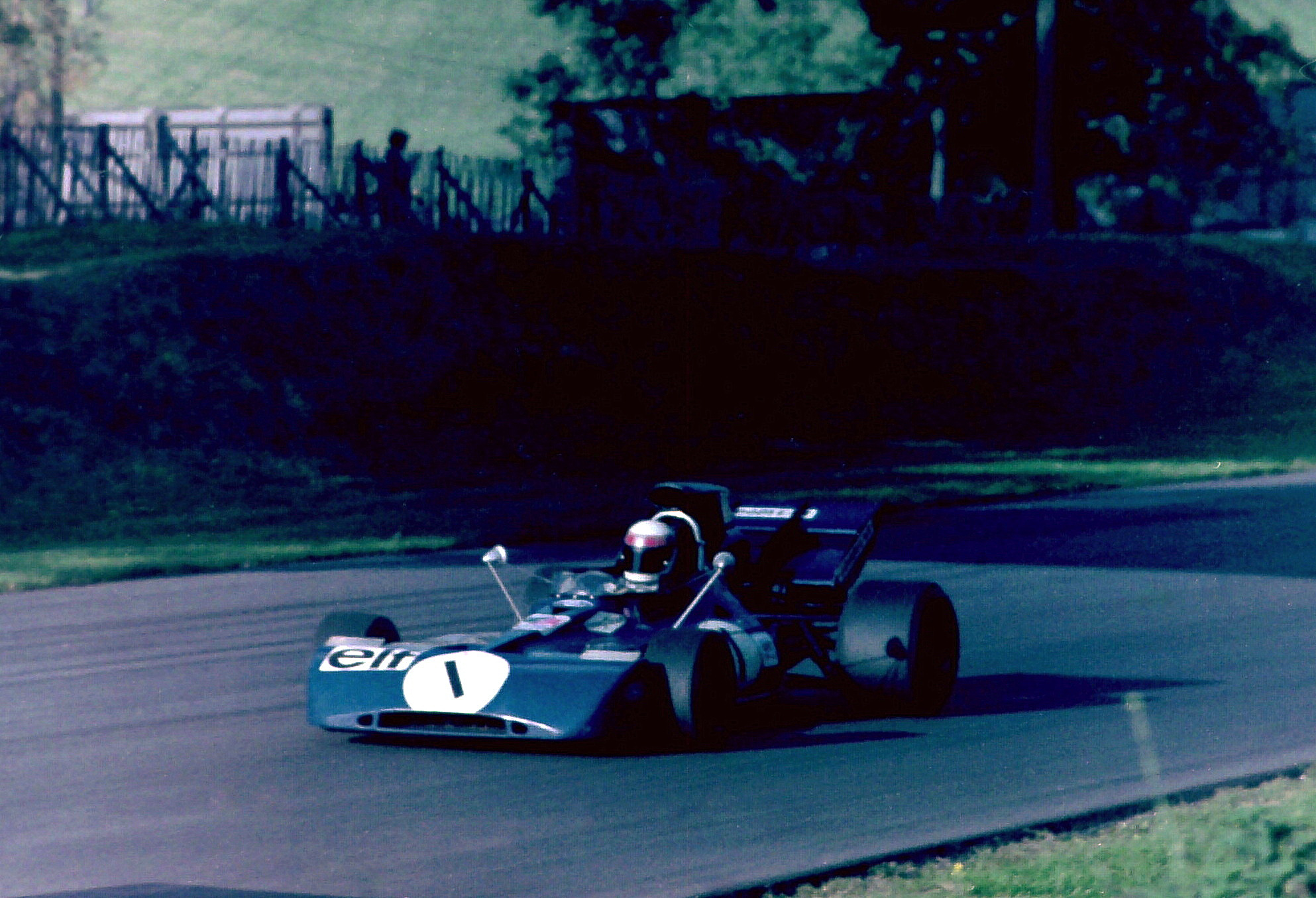
ティレル003で2度目のワールドチャンピオン（1971年）
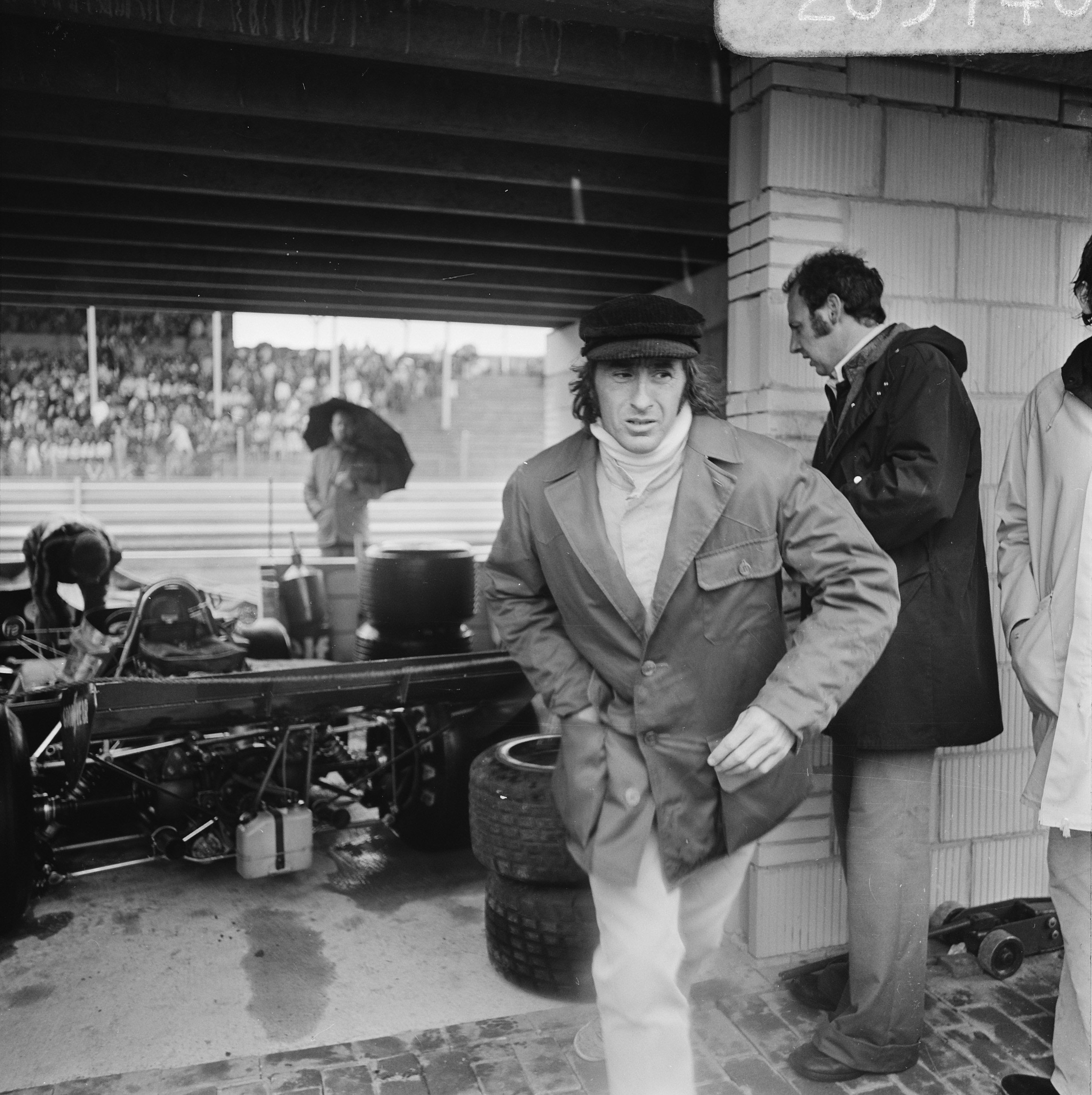
現役最終年。オランダGPガレージにて（1973年7月）

## F1チームオーナー時代

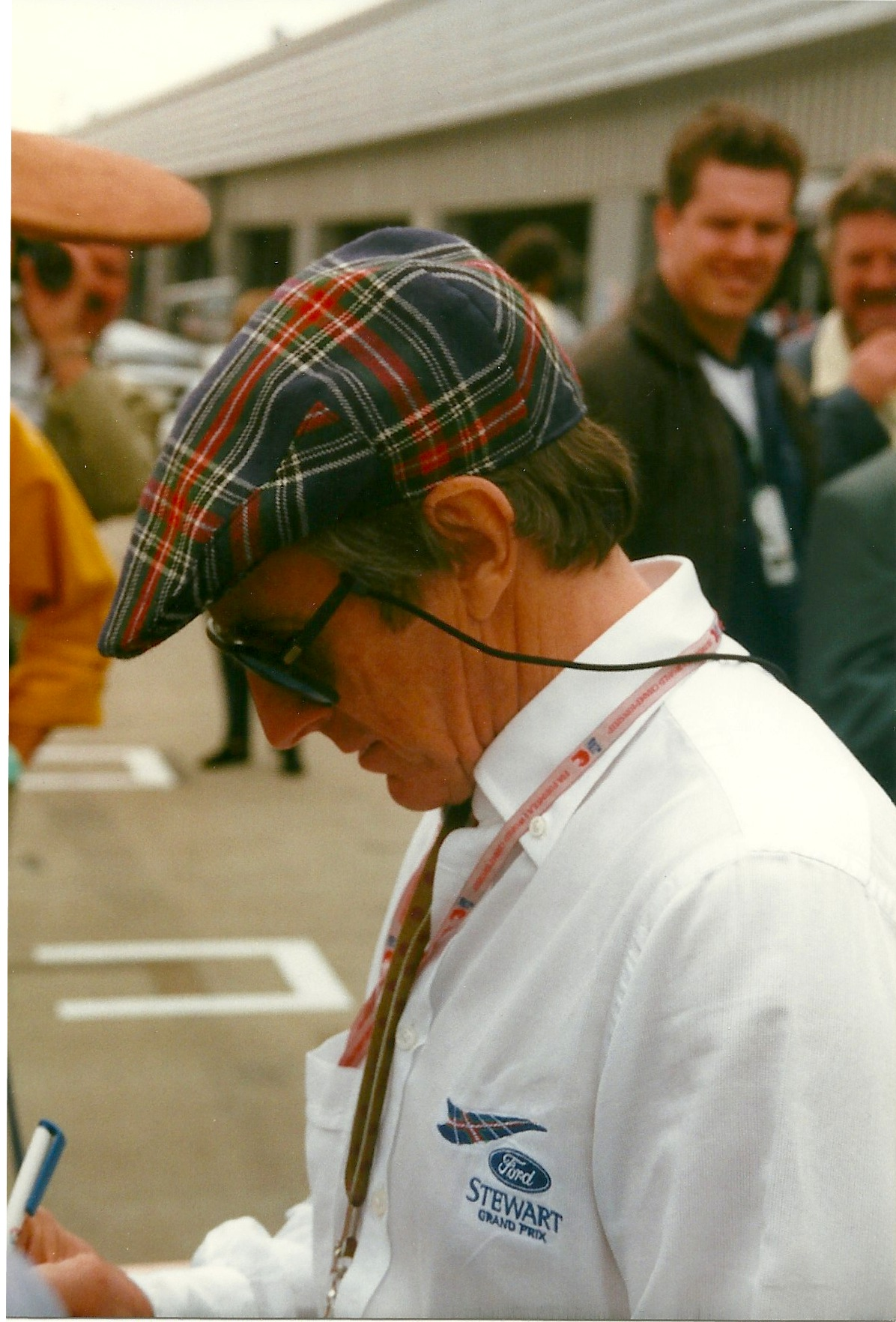
スチュワートGPオーナー時代（1998年）

引退後は現役時代から関係の深いフォードのコンサルタントになると同時に、レース界のご意見番として安全性を高めるためのスポークスマン活動をした。
1997年、F1活動へのアドバイスをきっかけにフォードの全面的支援を得て、息子ポール・スチュワートの率いる国際F3000チーム「ポール・スチュワート・レーシング」と共にF1へとカムバック。フォードワークスの「スチュワート・グランプリ」を設立して参戦した。そのマシンはかつてのヘルメットと同じタータン・チェックを纏った。1999年のヨーロッパGPではジョニー・ハーバートがチームに初優勝をもたらす。
しかし、ポールの病気療養とフォードの意向もあり、チーム売却を決意。2000年からチームは「ジャガー・レーシング」（2005年からはレッドブル・レーシング）となった。当初はチームに帯同したが、人事の混乱に巻き込まれ、ボビー・レイホールのCEO就任に伴いチームを離脱した。
その後もスポンサーのPR活動に協力してグランプリに顔を出している。また、トップ・ギアの番組内でジェームズ・メイにドライビングを指南するなど、自動車番組へスポット出演している。

## 人物・エピソード

### レースの安全性への貢献
現役時代から安全問題について積極的に発言していたのは有名で、サーキットの設備改善やフルフェイスヘルメットの普及などを訴えた。かつてのレース界では「レーサーは命をかけて走るのが使命で、安全について語るのは臆病者の証拠」といった意識も存在したが、スチュワートはそういった因習に立ち向かった新時代のドライバーの元祖と言える。
1966年、スパ・フランコルシャンで行われたベルギーGPは、スタート直後の突然の雨で大混乱となった。スチュワートのBRMは仰向けに引っくり返り、スチュワートは燃料が漏れ出てくるマシンにしばらく閉じ込められた。近くにはマーシャルがおらず、地元民とクラッシュした他のふたりのドライバーが彼を救出した。煙草の吸殻が落ちている担架に乗せられ、病院へ向かう救急車は途中で道に迷った。幸い鎖骨の骨折程度で済んだが、生命の危険にさらされた経験が、安全性に対する使命感を抱くきっかけになった。
安全性の啓蒙活動を進め、「私は、1滴の血も流さずレースを引退できることを誇りに思う」との言葉を残した一方で、後継者として認めていたセベールの事故死で現役生活に幕が降りたことは、あまりにも皮肉な運命といえた（セベールが乗っていた006の開発にスチュワートも関わっていた）。
引退後もその姿勢は変わらず、カーボンモノコックシャーシの普及で安全性が向上した反面、それにかまけて危険運転を犯すドライバーが増えたことを憂い、レース界のモラル低下を懸念していた。テレビのレース解説者の立場でアイルトン・セナにインタビューした際には、1990年の日本GPでセナとアラン・プロストが接触リタイアした件などを挙げ、セナの面前で「君は危険な運転をすることが多い」と明確に非難（あるいは諫言）したこともある。

### F1への発言
2000年代末にはF1の閉鎖的な体制を批判し、とりわけ当時の国際自動車連盟 (FIA) 会長マックス・モズレーとは犬猿の仲であった。2007年にはマクラーレンの産業スパイ疑惑に対するFIAの制裁を「魔女狩り」と批判したところ、モズレーから「折り紙つきの間抜け」「1930年代の芸人みたいな服装で歩き回っている」と中傷され、訴訟を検討したこともあった。
2009年1月5日のインタビューではモズレーとF1の商業権を統括するFOMのバーニー・エクレストン会長に対して「F1の両最高権力者は身を引くべき時」と発言した。同年のF1分裂騒動でモズレーが続投を断念すると、次期会長選への立候補を打診されたが、「会長は過去にも現在にも、F1に関与していない人物であるべきだと思う」として要請を断っている。

### その他

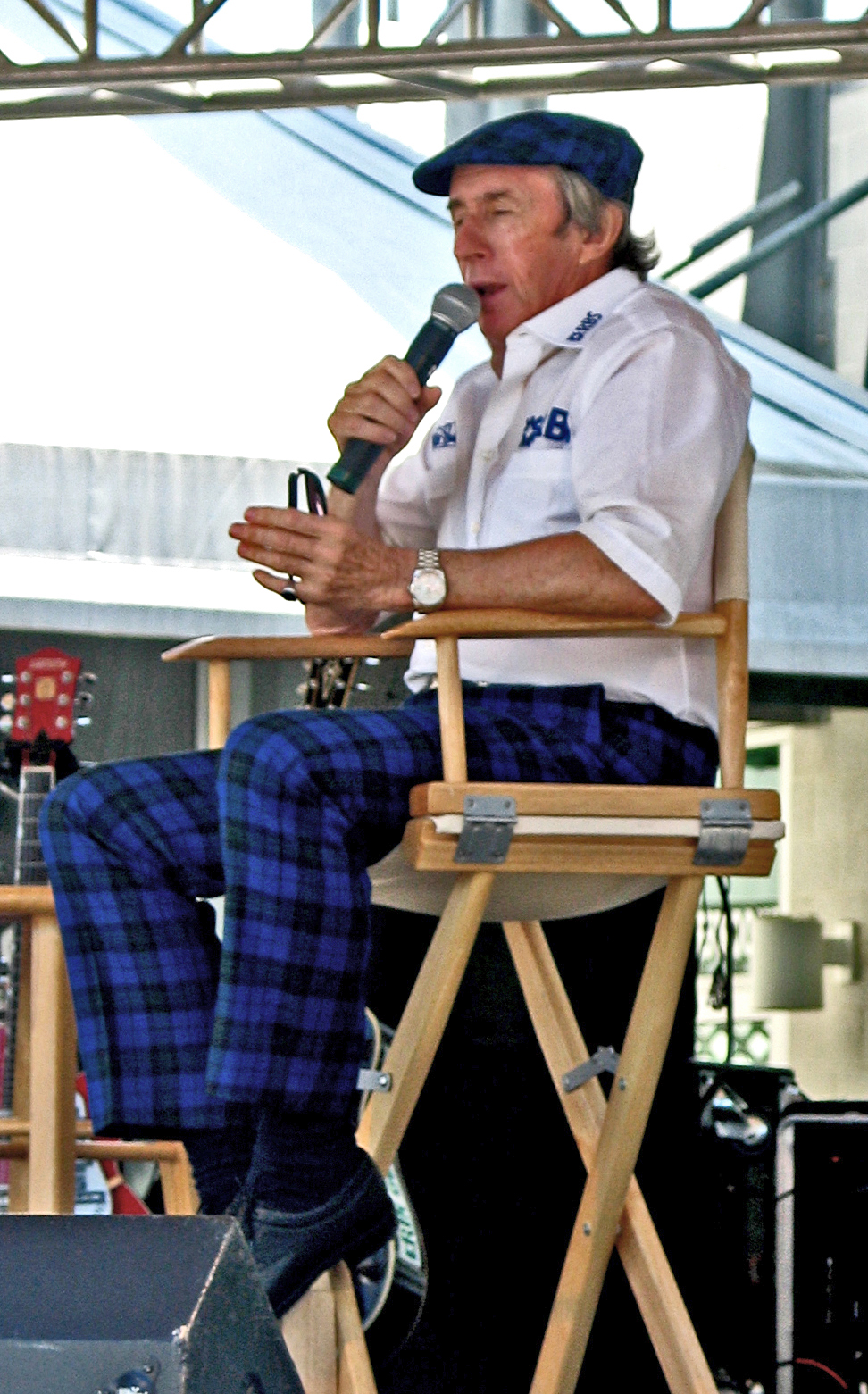
タータン・チェック柄の服装（2005年）

現役時代には長髪にキャスケット帽と共に、出身であるスコットランドの民族衣装にも使われるタータン・チェックをトレードマークとしていた。特にチェック柄はヘルメットやマシンに帯状に描かれており、引退後にもチェック柄のキャスケット帽やズボンを着用している。
現役時代から政財界の名士と交流していた社交家だった。モナコ公国のレーニエ大公・グレース公妃夫妻とは家族ぐるみの交際があり、モナコGP期間中は王宮に滞在していた。ビジネスの才もあり、インターナショナル・スポーツ・マネージメント社 (International Sports Management) と契約してコマーシャルに出演した他、フォードの支援によりティレルから当時としては高額の年俸を受け取っていた。
学校の成績が悪く退学させられた経験を持つが、レーサー引退後に失読症であることが判明した。その後は学習障害に関する知識が正しく理解されるよう支援活動を行っており、2009年にはスコットランド議会で議員向けの演説を行った。
2001年にナイト爵を受勲した。

## レース戦績

### F1
| 年     | エントラント        | シャシー | エンジン                        | 1       | 2       | 3       | 4       | 5     | 6       | 7       | 8       | 9       | 10      | 11      | 12      | 13      | 14    | 15      | WDC | ポイント |
| ------ | ------------------- | -------- | ------------------------------- | ------- | ------- | ------- | ------- | ----- | ------- | ------- | ------- | ------- | ------- | ------- | ------- | ------- | ----- | ------- | --- | -------- |
| 1965年 | オーウェン （BRM）  | P261     | BRM P56 1.5 V8                  | RSA 6   | MON 3   | BEL 2   | FRA 2   | GBR 5 | NED 2   | GER Ret | ITA 1   | USA Ret | MEX Ret |         |         |         |       |         | 3位 | 33 (34)  |
| 1966年 | オーウェン （BRM）  | P261     | BRM P60 2.0 V8                  | MON 1   | BEL Ret | FRA     | GBR Ret | NED 4 | GER 5   |         |         |         |         |         |         |         |       |         | 7位 | 14       |
| 1966年 | オーウェン （BRM）  | P83      | BRM P75 3.0 H16                 |         |         |         |         |       |         | ITA Ret | USA Ret | MEX Ret |         |         |         |         |       |         | 7位 | 14       |
| 1967年 | オーウェン （BRM）  | P83      | BRM P75 3.0 H16                 | RSA Ret |         | NED Ret | BEL 2   |       | GBR Ret |         |         |         |         |         |         |         |       |         | 9位 | 10       |
| 1967年 | オーウェン （BRM）  | P261     | BRM P60 2.1 V8                  |         | MON Ret |         |         | FRA 3 |         |         |         |         |         |         |         |         |       |         | 9位 | 10       |
| 1967年 | オーウェン （BRM）  | P115     | BRM P75 3.0 H16                 |         |         |         |         |       |         | GER Ret | CAN Ret | ITA Ret | USA Ret | MEX Ret |         |         |       |         | 9位 | 10       |
| 1968年 | マトラ              | MS9      | フォード・コスワース DFV 3.0 V8 | RSA Ret | ESP     | MON     |         |       |         |         |         |         |         |         |         |         |       |         | 2位 | 36       |
| 1968年 | マトラ              | MS10     | フォード・コスワース DFV 3.0 V8 |         |         |         | BEL 4   | NED 1 | FRA 3   | GBR 6   | GER 1   | ITA Ret | CAN 6   | USA 1   | MEX 7   |         |       |         | 2位 | 36       |
| 1969年 | マトラ              | MS10     | フォード・コスワース DFV 3.0 V8 | RSA 1   |         |         |         |       |         |         |         |         |         |         |         |         |       |         | 1位 | 63       |
| 1969年 | マトラ              | MS80     | フォード・コスワース DFV 3.0 V8 |         | ESP 1   | MON Ret | NED 1   | FRA 1 | GBR 1   | GER 2   | ITA 1   | CAN Ret | USA Ret | MEX 4   |         |         |       |         | 1位 | 63       |
| 1970年 | ティレル （マーチ） | 701      | フォード・コスワース DFV 3.0 V8 | RSA 3   | ESP 1   | MON Ret | BEL Ret | NED 2 | FRA 9   | GBR Ret | GER Ret | AUT Ret | ITA 2   |         |         |         |       |         | 5位 | 25       |
| 1970年 | ティレル            | 001      | フォード・コスワース DFV 3.0 V8 |         |         |         |         |       |         |         |         |         |         | CAN Ret | USA Ret | MEX Ret |       |         | 5位 | 25       |
| 1971年 | ティレル            | 001      | フォード・コスワース DFV 3.0 V8 | RSA 2   |         |         |         |       |         |         |         |         |         |         |         |         |       |         | 1位 | 62       |
| 1971年 | ティレル            | 003      | フォード・コスワース DFV 3.0 V8 |         | ESP 1   | MON 1   | NED 11  | FRA 1 | GBR 1   | GER 1   | AUT Ret | ITA Ret | CAN 1   | USA 5   |         |         |       |         | 1位 | 62       |
| 1972年 | ティレル            | 003      | フォード・コスワース DFV 3.0 V8 | ARG 1   | RSA Ret | ESP Ret |         |       | FRA 1   | GBR 2   | GER 11  |         |         |         |         |         |       |         | 2位 | 45       |
| 1972年 | ティレル            | 004      | フォード・コスワース DFV 3.0 V8 |         |         |         | MON 4   | BEL   |         |         |         |         |         |         |         |         |       |         | 2位 | 45       |
| 1972年 | ティレル            | 005      | フォード・コスワース DFV 3.0 V8 |         |         |         |         |       |         |         |         | AUT 7   | ITA Ret | CAN 1   | USA 1   |         |       |         | 2位 | 45       |
| 1973年 | ティレル            | 005      | フォード・コスワース DFV 3.0 V8 | ARG 3   | BRA 2   |         |         |       |         |         |         |         |         |         |         |         |       |         | 1位 | 71       |
| 1973年 | ティレル            | 006      | フォード・コスワース DFV 3.0 V8 |         |         | RSA 1   | ESP Ret | BEL 1 | MON 1   | SWE 5   | FRA 4   | GBR 10  | NED 1   | GER 1   | AUT 2   | ITA 4   | CAN 5 | USA DNS | 1位 | 71       |

- 太字はポールポジション、斜字はファステストラップ。(key)

### タスマンシリーズ
| 年     | エントラント                                 | シャシー  | エンジン        | 1     | 2       | 3       | 4     | 5       | 6       | 7     | 8     | 順位 | ポイント |
| ------ | -------------------------------------------- | --------- | --------------- | ----- | ------- | ------- | ----- | ------- | ------- | ----- | ----- | ---- | -------- |
| 1966年 | オーウェン・レーシング・オーガナイゼーション | BRM・P261 | BRM P60 1.9 V8  | PUK 2 | LEV Ret | WIG 1   | TER 1 | WAR 4   | LAK Ret | SAN 1 | LON 1 | 1位  | 45       |
| 1967年 | オーウェン・レーシング・オーガナイゼーション | BRM・P261 | BRM P111 2.1 V8 | PUK 1 | WIG Ret | LAK Ret | WAR 1 | SAN Ret | LON Ret |       |       | 2位  | 18       |

- 太字はポールポジション、斜字はファステストラップ。(key)

### ル・マン24時間レース
| 年     | チーム                                       | コ・ドライバー | 車両         | クラス | 周回数 | 総合 順位 | クラス 順位 |
| ------ | -------------------------------------------- | -------------- | ------------ | ------ | ------ | --------- | ----------- |
| 1965年 | オーウェン・レーシング・オーガナイゼーション | グラハム・ヒル | ローバー-BRM | P2.0   | 284    | 10位      | 2位         |

### インディアナポリス500
| 年     | 車両 | スタート | クオール | ランク | フィニッシュ | 周回数 | ラップリーダー | リタイア |
| ------ | ---- | -------- | -------- | ------ | ------------ | ------ | -------------- | -------- |
| 1966年 | 43   | 11       | 159.972  | 14     | 6            | 190    | 40             | 油圧系   |
| 1967年 | 24   | 29       | 164.099  | 13     | 18           | 168    | 0              | エンジン |
| 合計   | 合計 | 合計     | 合計     | 合計   | 合計         | 358    | 40             |          |